# Álvaro Carreras
Álvaro Fernández Carreras (Ferrol, La Coruña, 23 de marzo del 2003), más conocido como Álvaro Carreras, es un futbolista español que juega de lateral izquierdo en el Real Madrid C. F. de la Primera División de España

## Trayectoria
Nacido en Ferrol, Provincia de La Coruña, es un jugador formado en las categorías inferiores del Galicia de Caranza y el Racing de Ferrol. En 2012, con nueve años ingresó en categoría benjamín en el Deportivo de La Coruña.
En 2017, tras cinco años en el conjunto coruñés, ingresa en la estructura del Real Madrid C. F. en categoría cadete, en el que permanecería durante 3 temporadas. En la temporada 2019-20, formaría parte del Juvenil "C" del conjunto blanco.
En la temporada 2020-21, firma por el Manchester United y sería asignado al Manchester United sub-23 para competir en la Premier League 2, el nivel más alto de la Professional Development League, donde participa en 20 partidos.
En la temporada 2021-22, disputa 23 partidos en la Premier League 2, en los que anota 3 goles.
El 26 de julio de 2022, firma por el Preston North End F. C. de la English Football League Championship, cedido por el Manchester United.
El 1 de septiembre de 2023, firma por el Granada C. F. de la Primera División de España, cedido por el Manchester United F. C.
El 13 de enero de 2024, firma por el S. L. Benfica de la Primeira Liga, cedido por el Manchester United F. C., y al llegar al mercado de verano es traspasado al conjunto lisboeta hasta julio de 2029.
En julio de 2025, se anuncia su traspaso al Real Madrid C. F. de la Primera División de España, marcando su regreso al club y quedando vinculado a este por seis temporadas, hasta el 30 de junio de 2031.La presentación del jugador fue el día 15 de julio a las 13:00, además, se dio a conocer el dorsal que, a partir de ahí, iba a portar: El 18

## Selección nacional
Es internacional con la Selección de fútbol sub-21 de España.

## Estadísticas

### Clubes
Actualizado al último partido disputado el 20 de junio de 2025.
| Club                               | Div.          | Temporada     | Liga  | Liga  | Liga   | Copas nacionales | Copas nacionales | Copas nacionales | Copas internacionales | Copas internacionales | Copas internacionales | Total | Total | Total  |
| Club                               | Div.          | Temporada     | Part. | Goles | Asist. | Part.            | Goles            | Asist.           | Part.                 | Goles                 | Asist.                | Part. | Goles | Asist. |
| ---------------------------------- | ------------- | ------------- | ----- | ----- | ------ | ---------------- | ---------------- | ---------------- | --------------------- | --------------------- | --------------------- | ----- | ----- | ------ |
| Preston North End F. C. Inglaterra | 2.ª           | 2022-23       | 39    | 0     | 4      | 3                | 0                | 2                | —                     | —                     | —                     | 42    | 0     | 6      |
| Preston North End F. C. Inglaterra | Total club    | Total club    | 39    | 0     | 4      | 3                | 0                | 2                | 0                     | 0                     | 0                     | 42    | 0     | 6      |
| Granada C. F. · España             | 1.ª           | 2023-24       | 13    | 0     | 0      | 1                | 0                | 0                | —                     | —                     | —                     | 14    | 0     | 0      |
| Granada C. F. · España             | Total club    | Total club    | 13    | 0     | 0      | 1                | 0                | 0                | 0                     | 0                     | 0                     | 14    | 0     | 0      |
| S. L. Benfica Portugal             | 1.ª           | 2023-24       | 11    | 1     | 1      | 2                | 0                | 0                | 3                     | 0                     | 0                     | 16    | 1     | 1      |
| S. L. Benfica Portugal             | 1.ª           | 2024-25       | 32    | 3     | 1      | 8                | 1                | 2                | 12                    | 0                     | 2                     | 52    | 4     | 5      |
| S. L. Benfica Portugal             | Total club    | Total club    | 43    | 4     | 2      | 10               | 1                | 2                | 15                    | 0                     | 2                     | 68    | 5     | 6      |
| Real Madrid C. F. · España         | 1.ª           | 2025-26       | 1     | 0     | 0      | 0                | 0                | 0                | 0                     | 0                     | 0                     | 1     | 0     | 0      |
| Real Madrid C. F. · España         | Total club    | Total club    | 1     | 0     | 0      | 0                | 0                | 0                | 0                     | 0                     | 0                     | 1     | 0     | 0      |
| Total carrera                      | Total carrera | Total carrera | 96    | 4     | 6      | 14               | 1                | 4                | 15                    | 0                     | 2                     | 125   | 5     | 12     |

## Palmarés

### Títulos nacionales
| Título                      | Club          | País     | Año  |
| --------------------------- | ------------- | -------- | ---- |
| Copa de la Liga de Portugal | S. L. Benfica | Portugal | 2025 |